# Emerson, Lake & Palmer
Az Emerson, Lake & Palmer (ELP) egy angol progresszívrock-együttes. Az 1970-es években hatalmas hírnévre tettek szert, több mint 40 millió lemezük kelt el és nagyszabású koncerteket adtak.

## Tagok
- Keith Emerson: billentyűs hangszerek
- Greg Lake: ének, basszusgitár, gitár
- Carl Palmer: dob, ütőhangszerek

Az ELP egy korai supergroup volt: Emerson a The Nice, Lake a King Crimson, Palmer pedig az Atomic Rooster tagja volt korábban.

## Történet

### Megalakulás
1969-ben a The Nice (a billentyűknél Keith Emersonnal) és a King Crimson (Greg Lake-kel) két alkalommal is azonos helyszínen lépett fel (1969. augusztus 10, Jazz and Blues Pop Festival, Plumpton, Anglia; 1969. október 17, Fairfield Halls, Croydon, Anglia). Ekkoriban a The Nice már feloszlófélben volt, többek között néhány tag drogfüggősége miatt, és Emerson már jobb zenészekkel szeretett volna együtt játszani. A King Crimson szintén válságos időszakot élt át, így Keith Emerson és Greg Lake egy új együttes alapításáról kezdett tárgyalni, amihez dobosra volt szükségük.
Sok dobost hallgattak meg, de egyikük sem nyerte el a tetszésüket. Már-már Amerikában akarták folytatni a keresést, amikor Emerson akkori menedzsere javasolta nekik Carl Palmert, aki akkor 19 éves volt, és már szerzett némi ismertséget a The Crazy World of Arthur Brown és az Atomic Rooster nevű együttesekkel. Ő először nem akarta elhagyni az Atomic Roostert, de további győzködésre kötélnek állt.
A doboskeresés során felkeresték a Jimi Hendrix Experience dobosát, Mitch Mitchellt is. Őt nem érdekelte ez a projekt, maga Jimi Hendrix viszont, aki már unta az együttesét, szívesen játszott volna együtt Emersonékkal. Az együttzenélés szervezési okok miatt csak a Wight-szigeti fesztivál utánra lett betervezve, és Hendrix halála hiúsította meg. Ez volt az oka, hogy az angol sajtó már egy HELP – Hendrix, Emerson, Lake & Palmer nevű szupergrupot vizionált. Greg Lake így emlékezett vissza:
„Ez a történet valóban igaz, bizonyos fokig… Mitch Mitchell beszélt rólunk Jiminek, és ő azt mondta, hogy szívesen kipróbálná az ötletet. Már amikor Mitchről szó sem volt, mert megtaláltuk Carlt, akkor is tovább terveztük, hogy Jimivel dolgozzunk.1970 augusztusa-szeptembere környékén akartunk összejönni és jammelni, de Jimi meghalt, mielőtt ez megvalósulhatott volna.”
Az ELP 1970. augusztus 23-án, vasárnap adta első koncertjét a plymouthi Guildhallban, majd hat nappal később a Wight-szigeti fesztiválon robbantak be a köztudatba – szó szerint, ugyanis a koncert csúcspontján két ágyút sütöttek el a színpad két szélén.

### A 70-es évek
Első négy évük művészileg különösen termékeny időszaknak mondható. Az első öt lemez producere Greg Lake volt. 1970-ben adták ki első lemezüket Emerson, Lake & Palmer címmel. Ez tartalmazta több nagyobb lélegzetű kompozíció mellett a slágerré vált Lucky Man című dalt, amelyben a zenetörténet egyik leghíresebb, és egyik első szintetizátorszólója található. Ezt követte 1971-ben a Tarkus című lemez, amelyet rafináltan szokatlan ütemek és harmóniák, valamint a Hammond-orgona innovatív használata jellemez. A Tarkus első oldalát a címadó szerzemény, egy 20 perces, többtételes darab foglalja el, amely háborúról, képmutatásról és „megfordult evolúcióról” szól. Ezt a lemezt William McNeal borítója tette legendássá.
1971-ben az angliai Newcastle City Hallban rögzítették következő, élő lemezüket, amely az orosz romantikus zeneszerző, Modeszt Petrovics Muszorgszkij Egy kiállítás képei című zongoraszvitjének feldolgozása. Ennek címe: Pictures at an Exhibition. Az 1972-es Trilogy című lemez tartalmazza az együttes legjobb eladásokat hozott kislemezdalát, a From The Beginning című számot, amely egyesek szerint a szövegbe rejtve Jimi Hendrixnek állít emléket. Ezen a lemezen található továbbá az Emerson virtuozitását megcsillogtató Hoedown, amely Aaron Copland kortárs zeneszerző egyik zongoraversenyének átirata.
1973-ban jelent meg az együttes pályafutásában kreatív csúcspontnak tartott Brain Salad Surgery című lemez. Ennek borítóját a később az Alien-figura megtervezésével híressé vált H. R. Giger tervezte. A dalszövegekben Pete Sinfield, a King Crimson első négy albumának szövegírója működött közre. A lemez központja a Karn Evil 9 című félórás kompozíció, amely egy lehetséges jövőképet vázol fel, ahol minden a fogyasztó szórakoztatását szolgálja, és végül a gépek veszik át a hatalmat. A lemezre az akkor feltalált polifonikus Moog szintetizátor forradalmi használata jellemző. Ezután az együttes egy nagyszabású turnéval és az ekkor készült tripla koncertlemezzel (Welcome Back My Friends To The Show That Never Ends – Ladies and Gentlemen: Emerson, Lake & Palmer!) foglalta össze teljes eddigi pályafutását.
Ezután a zenekar hároméves szünetet tartott, hogy feltöltsék kreatív tartalékaikat, de eközben elvesztették kapcsolatukat a változó zenei élettel. Ahogy a diszkózene, a punk és az újhullám átformálta a zenei világot, az Emerson, Lake & Palmer már nem tudott elöl járni a zenei innovációban, ami végül a feloszlásukban is közrejátszott.
Mindhárman az együttestől független szólókarrierben kezdtek gondolkodni, de végül 1977-ben együtt jelentették meg erre irányuló törekvéseik eredményét. Új, dupla lemezük, a Works Volume I. négy lemezoldala közül az első Emerson háromtételes zongoraversenyét tartalmazta, melyet a Londoni Filharmonikusokkal vettek fel. A másodikon Greg Lake öt akusztikus dala volt hallható, szintén szimfonikus zenekarral. Ezek közül a C’est La Vie című dal hatalmas sláger lett. A harmadik oldalt Carl Palmer ütőhangszerekre írt klasszikus feldolgozásokkal (Prokofjev, Bach) és jazz-zel töltötte meg, amelyhez big band is közreműködött. A negyedik oldalon az együttes új közös szerzeményei voltak hallhatók, úgyszintén nagyzenekarral kiegészülve. Ennek a lemeznek a dalaival és korábbi szerzeményeik nagyzenekarra átdolgozott változatával turnézni indultak, de a 90 fős zenekar fenntartása anyagilag kivitelezhetetlennek bizonyult. Az együttes a nagyzenekar feloszlatására és a turné trióban történő befejezésére kényszerült, hogy a költségeket fedezzék.
Eközben adták ki a Works Volume II. albumot. Ezen további szólószámok voltak hallhatóak, többek között a Keith Emerson szólókarrierjét elindító Honky Tonk Train Blues, vagy Greg Lake híres karácsonyi dala, az I Believe In Father Christmas, amelyet többek között a U2 is feldolgozott. Ez a lemez nem lett túl sikeres, többek között azért, mert a rajta található számok nagy része már korábban megjelent kislemezen, vagy korábbi lemezekről maradt le helyhiány miatt. Ezért 1978-ban az Atlantic kiadóval kötött szerződés miatt egy újabb stúdiólemezt kényszerültek felvenni, bár szívesebben vonultak volna vissza egy újabb kreatív pihenésre.
A Love Beach című lemezen Greg Lake slágernak szánt popdalai találhatóak, valamint egy klasszikus feldolgozás és a második oldalon egy négyrészes koncepciós mű, amely egy szerelmét elvesztő katona történetét meséli el. A lemez borítója, amelyen a három tag egy trópusi tengerparton kigombolt inggel pózol, nem kevés nevetség tárgyává tette őket: Carl Palmer szerint úgy néztek ki, mint a Bee Gees. Emerson a lemez címének megváltoztatásáért lobbizott, sikertelenül. Ez a lemez, a Yes Tormatójával, a Genesis And Then There Were Three-jével és a The Moody Blues Octave-jával együtt a progresszív rock kommersszá válásának jó példája a kritikusok szerint. Az együttes 1979-ben feloszlott.

### Újjáalakulás
1985-ben Emerson és Lake a Rainbow korábbi dobosával, Cozy Powell-lel megalapította az Emerson, Lake & Powellt. Palmer ekkoriban az Asia együttesben dobolt. A Touch and Go kislemez szerzett némi ismertséget a triónak, de az 1986-os turnén Emerson és Lake között kiújultak a személyes feszültségek. Emerson és Palmer később együtt dolgozott Robert Berryvel a sikertelen Three nevű formációban.
1991-ben az Emerson, Lake & Palmer újjáalakult és kiadtak egy visszatérő albumot, Black Moon címmel. 1992-ben és 1993-ban sikerrel turnéztak szerte a világban. 1994-ben kiadták az In The Hot Seat című lemezt, ami a Love Beach-hez hasonlóan sikerült: a kiadó és Lake is inkább rádióbarát számokat akart. Csupa rövid és viszonylag egyszerű dal található rajta, ráadásul Emerson kézsérülése miatt nem tudott teljes értékben részt venni a felvételeken, Greg Lake pedig valamiért nem akart gitározni és basszusgitározni, így több vendégzenész is besegített.
1998-ig turnéztak Japánban, Amerikában és Európában, de gyakran a réginél jóval kisebb közönség előtt. Utolsó koncertjüket 1998. augusztus 31-én a kaliforniai San Diegóban adták. Az új lemez tervezése közben sok konfliktus merült fel. Greg Lake mindenképpen az album producere akart lenni, hisz a 70-es években minden sikeres lemezükön ő volt a producer. Ugyanakkor Emersonnal és Palmerrel ellentétben nem volt hajlandó rendszeresen gyakorolni: úgy gondolta, néhány koncert elég a hangja formába hozásához. Mindez újabb feloszláshoz vezetett.
2010 áprilisában és májusában Emerson és Lake közösen turnézott az Egyesült Államokban, 2010. július 25-én pedig az Emerson, Lake & Palmer együttes a megalakulása negyvenedik évfordulóján jubileumi koncertet adott a londoni High Voltage fesztiválon.

## Stílus
Az ELP hangzását a Hammond orgona és a Moog szintetizátor határozza meg, illetve a 70-es évek végére, a Works Volume I. albumtól kezdődően egyre többféle szintetizátor (Yamaha, Korg stb.) vette át a főszerepet. A kísérletező szellemű Emersont a Moog tesztpilótájának is elnevezték. Az együttes számain erősen érezhetőek mind a komolyzene, mind a jazz, sőt a korai években a hard rock hatásai is. Számos szerzeményük klasszikus darabok feldolgozása, vagy zenei idézeteket tartalmaz azokból.
A színpadon a csapat a virtuóz hangszeres játéknak és a csúcsra járatott teátrális showmanségnek szokatlan keverékével operált. A látványelemek között szerepelt egy perzsaszőnyeg, egy levegőben pörgő koncertzongora, egy forgó és világító hatalmas dobemelvény, és a Hammond orgona szétverése. Ennek során Emerson felemelte és leejtette az orgonát, hogy agresszív recsegést váltson ki belőle; hanyatt döntötte és alatta fekve hátulról Bachot játszott rajta; valamint kést döfött bele, hogy a hang letartva maradjon. További különlegesség volt, hogy Emerson a turnéra magával vitte a szekrény méretű, bonyolult kezelésű és a legjobb körülmények között is kiszámíthatatlan Moog szintetizátort.

## A tagok későbbi tevékenysége
2003-ban az angol Invisible Hands Music kiadó megjelentetett egy 3 CD-s kiadványt Reworks: Brain Salad Perjury címmel. Ezt Keith Emerson az angol dance szcéna képviselőjével, Mike Bennett-tel együttműködve készítette, sampler technológiával, club és ambient zenei hatásokkal. A teljes ELP életműből vettek hangmintákat, és azokat elektronikus stílusban dolgozták át. Bár az ELP rajongók nem vélekedtek egyöntetűen pozitívan az albumról, a kritika és a dance zenei élet nagyra értékelte azt. Sok klubban játszottak a lemezről részleteket, és az együttes zenéje nagyon széles közönséghez jutott el.
Az együttes mindhárom tagja adott ki szólólemezt vagy antológiát. Keith Emerson írt filmzenéket és turnézott a The Nice-szal és a Keith Emerson Banddel. Carl Palmer a Carl Palmer Banddel játszik, és dobolt az Asia 25. évfordulóját fémjelző világ körüli turnén. Greg Lake koncertezett Ringo Starr-ral és közreműködött a The Who lemezén, majd ő is megalapította saját együttesét, a Greg Lake Bandet.
Keith Emerson 71 éves korában, 2016 márciusában öngyilkosságot követett el.
Greg Lake 69 éves korában, 2016 decemberében, rákban hunyt el.

## Diszkográfia

### Emerson, Lake & Palmer
- Emerson, Lake & Palmer (1970)
- Tarkus (1971)
- Pictures at an Exhibition (koncert) (1971)
- Trilogy (1972)
- Brain Salad Surgery (1973)
- Welcome Back My Friends to the Show That Never Ends (koncert) (1974)
- Works, Vol. 1 (1977)
- Works, Vol. 2 (1977)
- Love Beach (1978)
- Emerson, Lake and Palmer in Concert (koncert) (1979)
- Black Moon (1992)
- Emerson, Lake and Palmer Live at the Royal Albert Hall (koncert) (1993)
- Works Live (1993)
- In the Hot Seat (1994)
- Emerson, Lake and Palmer Live at the Isle of Wight Festival 1970 (koncert) (1997)
- Live in Poland (koncert) (1997)